# Она Карбонелл
Она Карбонелл (ісп. Ona Carbonell, 5 червня 1990) — іспанська спортсменка, спеціалістка з синхронного плавання, дворазова олімпійська медалістка, чемпіонка світу та багаторазова чемпіонка Європи.
Одна з найвидатніших іспанських синхроністок. У 2013 році Карбонелл отримала Королівський Орден за спортивні заслуги.
Она розпочинала свій спортивний шлях з художньої гімнастики, але у 10 років перейшла в синхронне плавання.
Она Карбонелл — авторка книжки «Три хвилини, сорок секунд» (протягом цього проміжку часу спортсменка виступала на Олімпійських іграх в Лондоні (дует з Андреа Фуентес) та посіла друге місце).
Она Карбонелл бере участь у багатьох рекламних кампаніях (Schwarzkopf — косметичні засоби, Grupo Kalise Menorquina SA- морозиво).
Після завершення чемпіонату світу у Кванджу (2019) Она стала третьою спортсменкою в історії чемпіонатів світу за загальною кількістю здобутих медалей (після Фелпса та Лохте).

## Виступи на Олімпіадах
| Олімпіада           | Дисципліна | Місце |
| ------------------- | ---------- | ----- |
| Лондон 2012         | дует       | 2     |
| Лондон 2012         | командні   | 3     |
| Ріо-де-Жанейро 2016 | дует       | 5     |